# تختان (مقاطعة دهلران)
تختان (بالفارسية: تختان) هي مستوطنة تقع في قسم سيدابراهيم الريفي (مقاطعة دهلران) في إيران. يقدر عدد سكانها بـ 150 نسمة .